# Fruita (Utah)

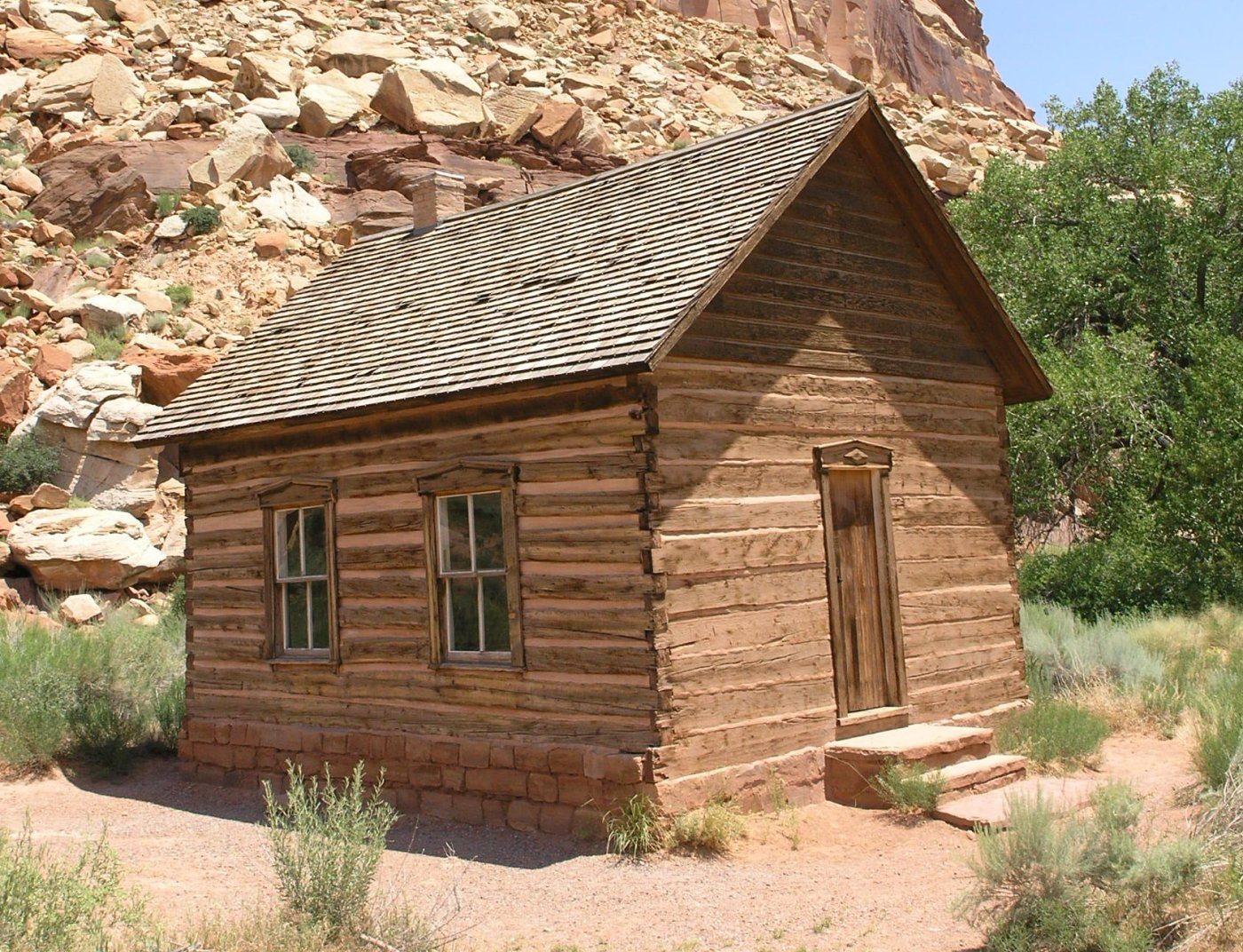
Das historische Schulhaus von Fruita

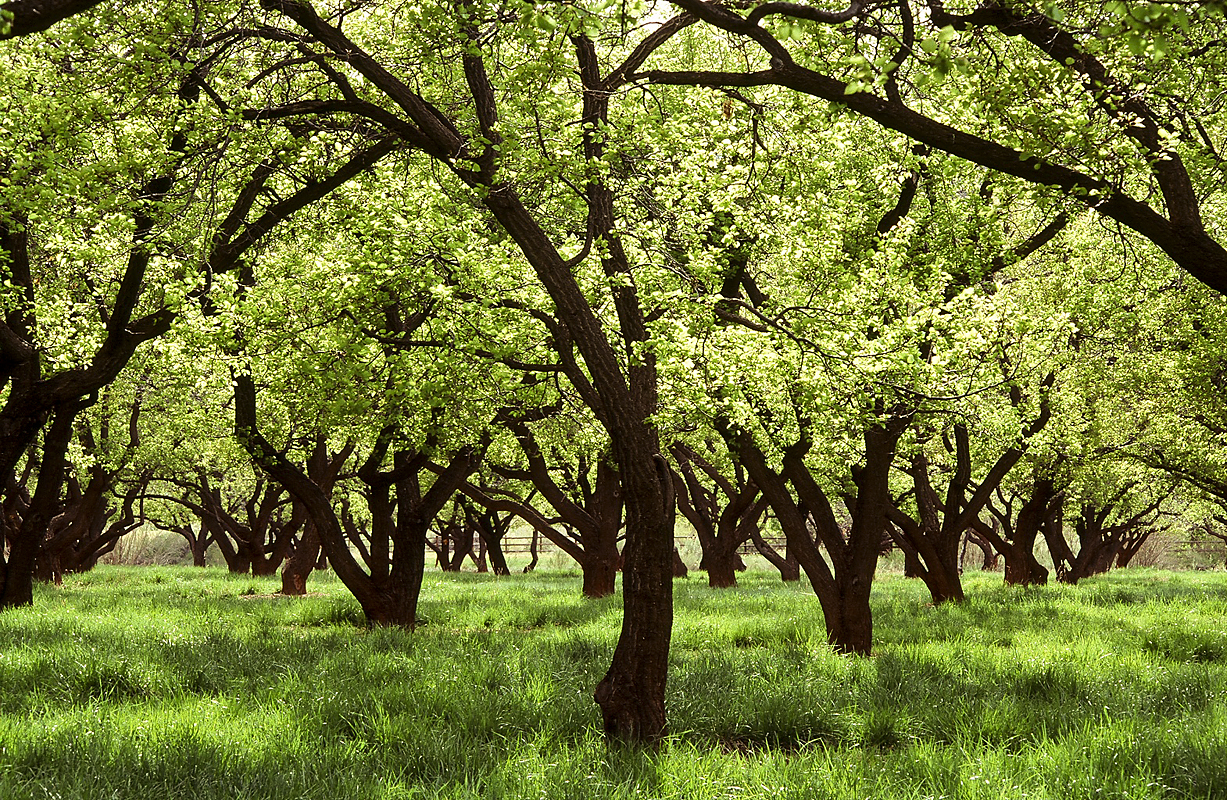
Obstplantage in voller Blüte im April

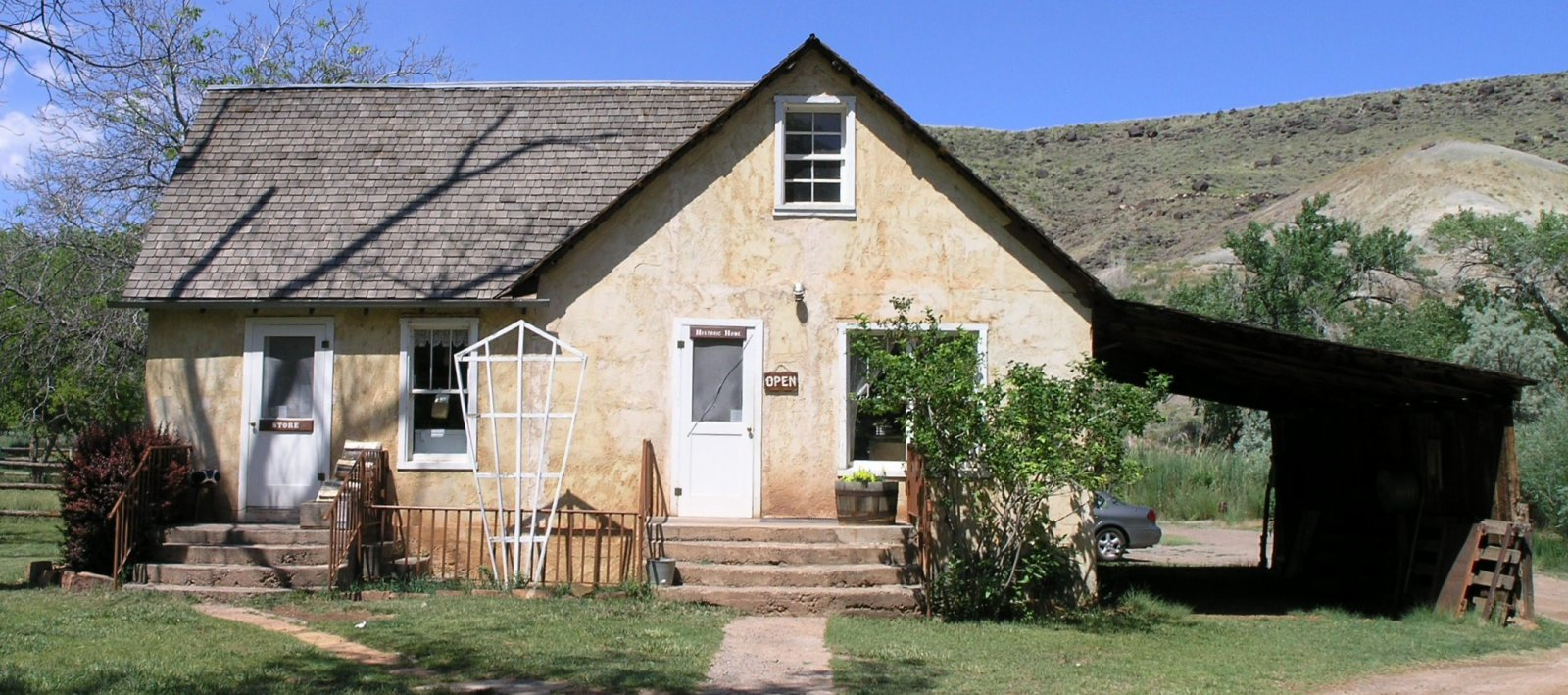
Gifford Farm

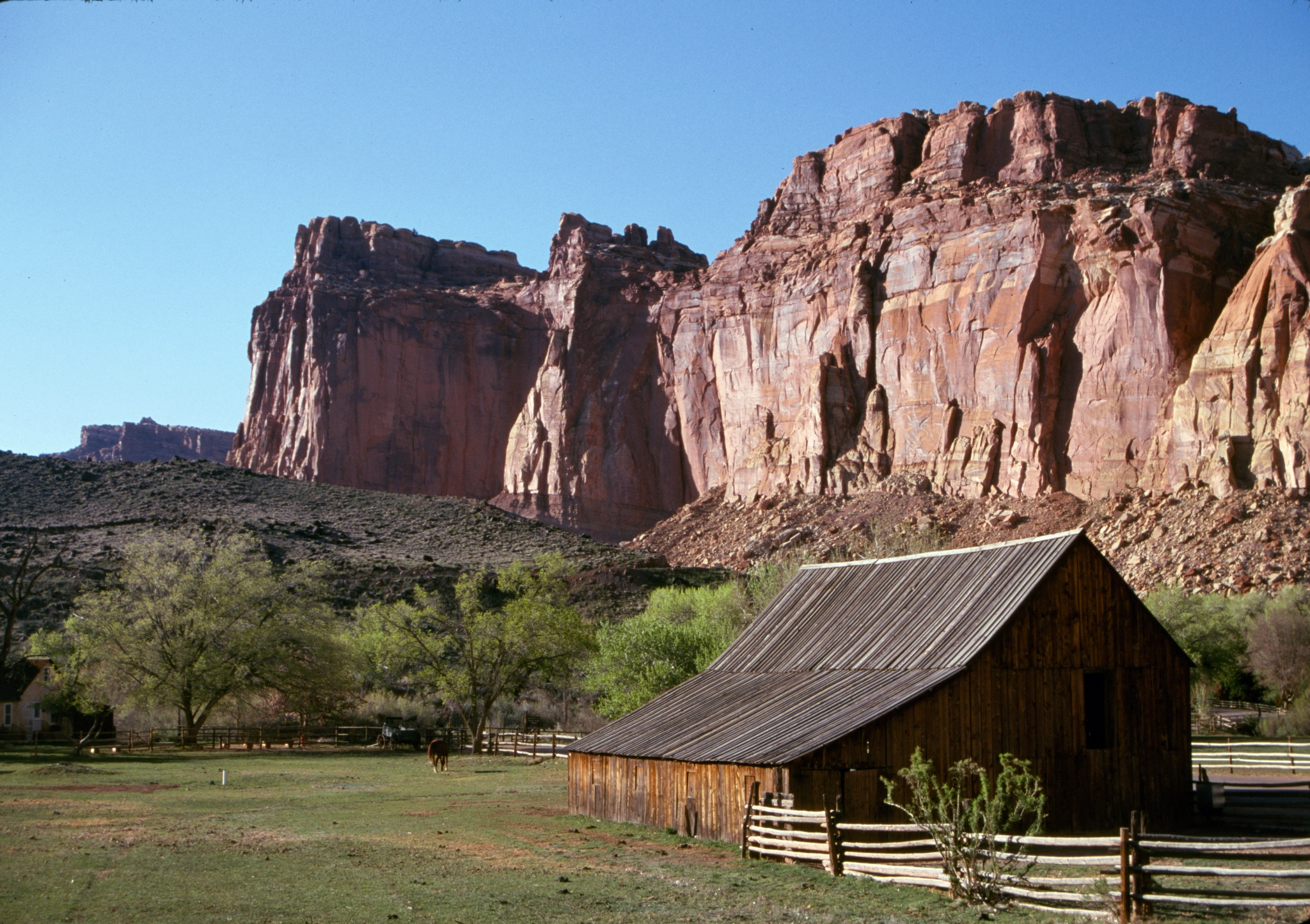
Die Gifford-Scheune vor Sandsteinfelsen

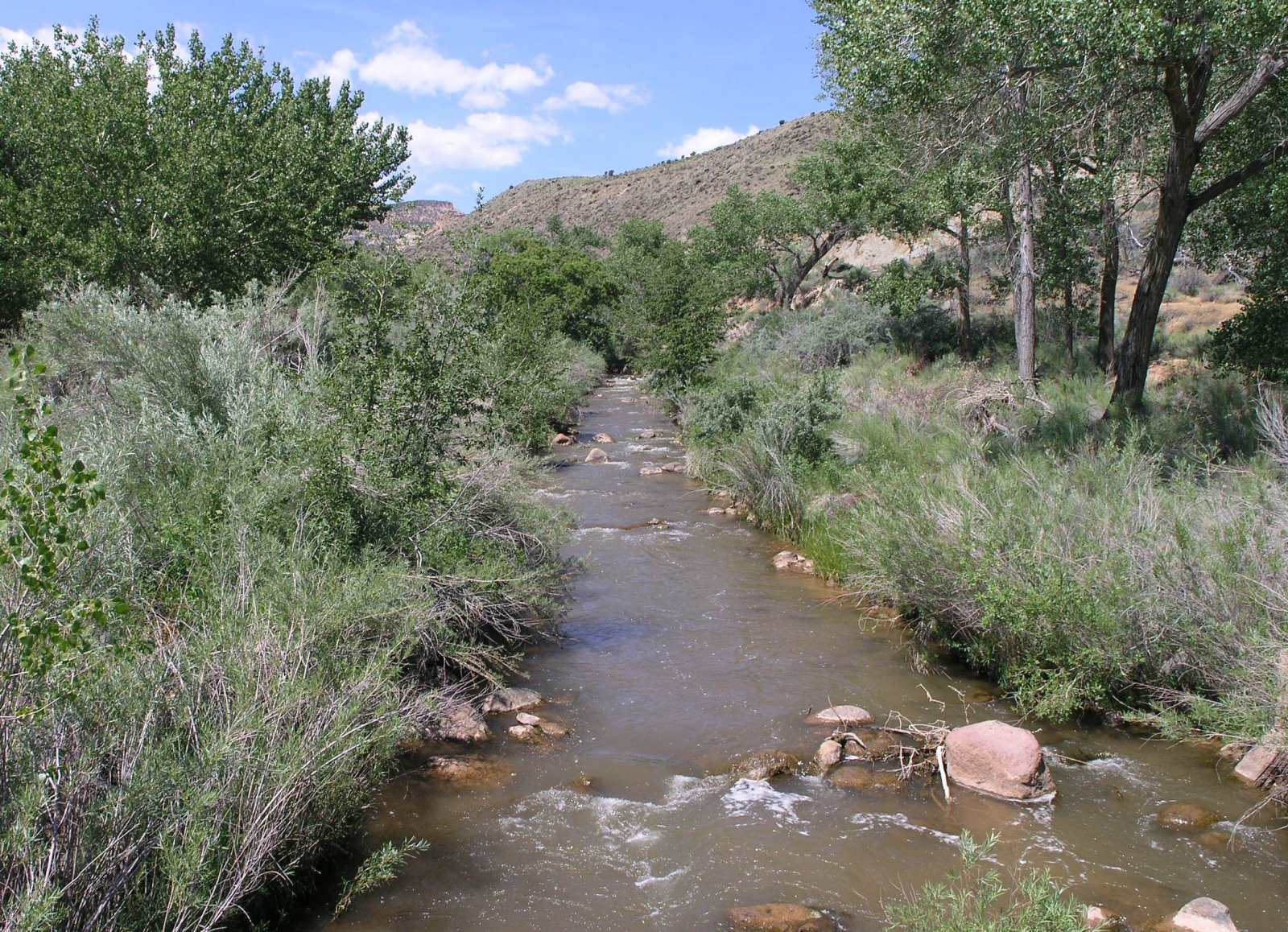
Fremont River in Fruita

Fruita ist eine Geisterstadt im Capitol-Reef-Nationalpark in Utah, Vereinigte Staaten. Sie wurde um 1880 von Angehörigen der Kirche Jesu Christi der Heiligen der Letzten Tage („Mormonen“) unter dem Namen Junction gegründet und 1902 in Fruita umbenannt. Die Siedlung wurde um 1966 aufgegeben und war besonders für ihre Obstplantagen berühmt, die bis heute gepflegt werden.
Sie liegt im Tal des Fremont River in Wayne County an der Utah State Route 24 auf etwa 1700 m. Erhalten sind die Obstplantagen, das historische Schulhaus, ein Blockhaus sowie ein Farmhaus mit Scheune und Nebengebäuden. An modernen Einrichtungen gibt es den Campingplatz des Nationalparks. Das Besucherzentrum des Parks und eine kleine Siedlung für die Angestellten der Parkverwaltung liegen westlich des ehemaligen Ortes unterhalb der markanten Sandsteinformation The Castle.

## Geschichte
Die Region im Norden des Colorado-Plateaus war in prähistorischer Zeit dünn von Indianern der Fremont-Kultur besiedelt. Ihre Kultur und der Fremont River sind benannt nach John Charles Frémont, der als Offizier der Vereinigten Staaten Teile Utahs als erster vermessen hat. Später lebten Paiute-Indianer in der Gegend, nutzten sie aber wegen des trockenen Klimas nur sporadisch.
In den 1870er Jahren kamen Angehörige der Kirche Jesu Christi der Heiligen der Letzten Tage von Zentral-Utah auch in die Hochebene östlich des Gebirgszuges der Waterpocket Fault, die heute als Capitol-Reef-Nationalpark ausgewiesen ist. Um 1880 ließen sich die ersten Familien im engen Tal des Freemont River nieder und begannen sehr schnell mit dem Obstanbau. Daneben zogen sie Gemüse sowie Sorghum für die Produktion von Melasse. Die Siedlung umfasste nie mehr als etwa zehn Familien. Das Tal war abgelegen, 1884 bauten die Bewohner einen mit Pferdewagen befahrbaren Weg aus dem Gebirgstal nach Caineville und weiter nach Hanksville, wo sie durch den ganzen Sommer ihre Früchte auf den Markt brachten oder direkt gegen andere Güter eintauschten.
Alle Bewohner Fruitas gehörten zur Kirche, der „Älteste“ der Gemeinde übte die Leitungsfunktion in jeglicher Hinsicht aus, eine politische Organisation gab es nicht. Fruita wurde auch nie als selbständiger Ort registriert. Die geringen Bedürfnisse der Bewohner und die Abgelegenheit führten dazu, dass die Wirtschaftskrise der Great Depression in den 1930er Jahren keine Auswirkungen auf die Gemeinde hatte. Erst die Ausweisung des Capitol Reef National Monuments (später umgewidmet in den Nationalpark) im Jahr 1937 brachte Veränderungen für Fruita. 1952 wurde die Straße durch das Parkgebiet asphaltiert und der Tourismus nahm zu. Die Bundesregierung machte den Bewohnern das Angebot, die privaten Grundstücke anzukaufen und bis Ende der 1960er Jahre wurden alle freiwillig verkauft.
Der National Park Service unterhält und pflegt die Obstplantagen mit rund 2700 Bäumen (Kirschen, Aprikosen, Pfirsiche, Birnen und Äpfel) als Teil der historischen Landschaft. In der Erntezeit können alle Besucher gegen eine kleine Gebühr haushaltsübliche Mengen ernten.

## Schulhaus
Das 1-Zimmer-Schulhaus mit einer Größe von 5,20 × 6 m wurde 1896 errichtet und eröffnet. Die wenigen Schüler wurden hauptsächlich im Lesen, Schreiben und Rechnen unterrichtet; aber wenn der Lehrer sich fähig fühlte, lehrte er auch andere Fächer wie Geschichte oder Geographie. Der Raum wurde auch für Gottesdienste und Gemeindefeste verwendet. Das Gebäude wurde 1941 außer Dienst genommen, 1964 in das National Register of Historic Places eingetragen und unter Denkmalschutz gestellt. Heute ist der Zustand in den 1930er Jahren restauriert. Die Schule kann besichtigt werden.

## Gifford Farm
Die historische Gifford Farm ist der einzige erhaltene Bauernhof. Das kleine Farmhaus ist im Zustand der 1960er Jahre erhalten. Die Räume sind als Museum ausgestaltet, ein kleiner Laden mit Café verkauft neben Büchern auch Marmeladen, Obstkuchen und ähnliches aus den Früchten der Obstgärten. Die Scheune und andere Nebengebäude dienen als Orte für Living-History-Veranstaltungen.